# 251 v.Chr.
Het jaar 251 v.Chr. is een jaartal volgens de christelijke jaartelling.

## Gebeurtenissen

### Italië
- Lucius Caecilius Metellus en Gaius Furius Pacilus zijn consul in het Imperium Romanum.
- Het Romeinse leger onder Lucius Caecilius Metellus verslaat de Carthagers bij de havenstad Panormus (huidige Palermo) en verdrijft hen uit Sicilië.
- De Carthagers sturen Marcus Atilius Regulus na vier jaar gevangenschap naar Rome om over vrede te onderhandelen.
- In Rome adviseert Marcus Regulus de Senaat de Carthaagse vredesvoorstellen te negeren. Hij gaat vrijwillig terug naar Carthago en wordt in het openbaar doodgefolterd.

### Europa
- Koning Porrex II (251 - 245 v.Chr.) volgt zijn vader Millus op als heerser van Brittannië.

### Griekenland
- Aratos van Sikyon bevrijdt de stadstaat Sicyon op de Peloponnesos van Spartaanse overheersing en verenigt hen in de Achaeïsche Bond.

## Overleden
- Marcus Atilius Regulus, Romeins consul en veldheer